# 中華民国大総統
中華民国大総統（ちゅうかみんこくだいそうとう、繁: 中華民國大總統）は、中華民国北洋政府期の国家元首の名称。中国語で大総統ないし総統は、大統領を意味する。1947年の中華民国憲法施行以降の総統に関しては、中華民国総統の項を参照。
1912年1月1日に成立した中華民国臨時政府において（政府も正式のものではなく「臨時政府」だったため）「臨時大総統」が設置され、1913年10月10日、正式に「中華民国大総統」が国家元首として設けられた。1925年に国民政府が発足し、1928年に国民政府が中国を統一すると、中華民国の元首の地位は国民政府主席に取って代わられた。

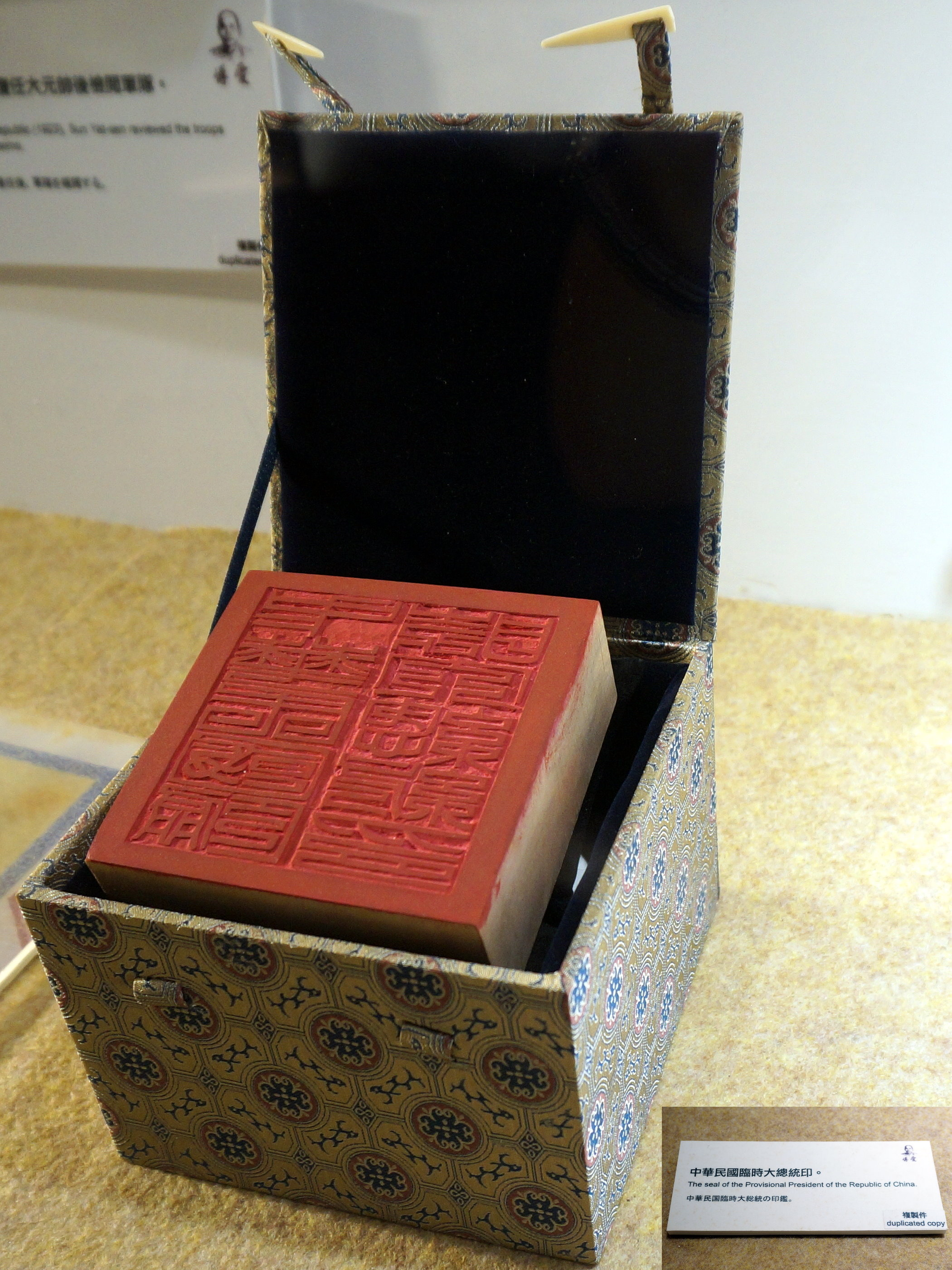
中華民国臨時大総統印

## 権限

### 中華民国臨時約法
1912年に公布された中華民国臨時約法では、臨時大総統について以下の権限が定められた。
1. 臨時大総統は臨時政府を代表し、政務を総覧して、法律を公布する。（第30条）
2. 臨時大総統は法律を執行し、あるいは法律の委ねたものに基づいて、命令を発令し・発令させる事ができる。（第31条）
3. 臨時大総統は全国の陸海軍を統帥する。（第32条）
4. 臨時大総統は官吏の制度・規則を制定できる。但し参議院（立法機関）の議決を得なければならない。（第33条）
5. 臨時大総統は文武職員を任免する。但し国務員（閣僚）及び外交大使・公使の任命については参議院の同意を得なければならない。（第34条）
6. 臨時大総統は参議院の同意を経て、宣戦・講和及び条約の締結を行う事ができる。（第35条）
7. 臨時大総統は法律に従って戒厳令を宣告できる。（第36条）
8. 臨時大総統は全国を代表して外国の大使・公使を受け入れる。（第37条）
9. 臨時大総統は法律案を参議院に提出できる。（第38条）
10. 臨時大総統は勲章並びにその他の栄典を授与する事ができる。（第39条）
11. 臨時大総統は大赦・特赦・減刑・復権を宣告できる。但し大赦を行うには参議院の同意を経なければならない。（第40条）

以上の職権は、1913年に大総統職が正式に設置された後も、大総統の職権として継承された。

### 中華民国約法
1914年（民国紀元3年）、袁世凱は臨時約法を廃止して、新たに中華民国約法（「民国三年約法」）を公布、大総統の権限を強化した。
1. 大総統は国家元首として統治権を総攬する。（第14条）
2. 大総統は中華民国を代表する。（第15条）
3. 大総統は国民に対して責任を負う。（第16条）
4. 大総統は立法院を召集し、開会・停会・閉会を宣告する。参政院の同意により立法院を解散する。解散の日から6ヶ月以内に新議員を選挙し、召集する。（第17条）
5. 大総統は法律案と予算案を立法院に提出する。（第18条）
6. 大総統は公益を増進するために法律を執行し、また法律の委任に基づいて命令を発布する。ただし、命令を以て法律を変更させることはできない。（第19条）
7. 大総統は治安を維持し、非常災害事態を防ぐため、緊急に立法院を召集できないときは、参政院の同意を得て法律と同等の効力を持つ大総統令を発布する。ただし、次期立法院が開会されたときに当該大総統令の追認を請求しなければならない。立法院が否認したときはその効力を失効する。（第20条）
8. 大総統は官制・官規を制定する。大総統は文官・武官を任免する。（第21条）
9. 大総統は開戦と講和を宣告する。（第22条）
10. 大総統は陸海軍の大元帥として全国の陸海軍を統帥する。大総統は陸海軍の編制および兵額を定める。（第23条）
11. 大総統は外国の大使・公使を接受する。（第24条）
12. 大総統は条約を締結する。ただし、領土の変更および国民の負担が増加する条款については、すべて立法院の同意が必要である。（第25条）
13. 大総統は法律により、戒厳令を宣告する。（第26条）
14. 大総統は爵位・勲章およびその他の栄典を授与する。（第27条）
15. 大総統は大赦・特赦・減刑・復権を宣告する。ただし、大赦は立法院の同意が必要である。（第28条）
16. 大総統が辞職または職務の遂行が不可能のときは、副総統がその職権を代行する。（第29条）
17. 立法院が議決した法律は大総統によって公布・施行される。立法院が議決した法律案を大総統が否認した場合は、その理由の声明を得た上で、立法院は再審議をする。立法院の出席議員の3分の2以上の賛成があれば法律となるが、大総統が内政・外交において重大な危害・障害があると認めたときは、参政院の同意を得て、大総統は法律を公布しない。（第34条）

1916年に袁世凱が没すると、後継大総統の黎元洪によって中華民国約法は廃止され、元の中華民国臨時約法に戻された。

## 歴代大総統一覧
現在の中華民国政府は、1913年7月第二革命以降の袁世凱政権ならびに軍閥政府は不法であったと位置づけている。
| 氏名   | 就任           | 退任           | 政党   | 備考 |
| ------ | -------------- | -------------- | ------ | --- |
| 袁世凱 | 1913年10月10日 | 1915年12月12日 | 共和党 | 1912年3月10日、発足した中華民国臨時政府の臨時大総統に就任。1913年10月10日、中華民国政府（北京政府）の発足に伴い、大総統に就任。1915年12月12日、中華民国を「中華帝国」と改め、袁は中華民国大総統から中華帝国皇帝となる (洪憲帝)。 1916年3月22日、帝制取消宣言により中華民国が復活、袁は中華民国大総統へ復帰。6月6日大総統職のまま失意病死。 |
| 袁世凱 | 1916年3月22日  | 1916年6月6日   | 共和党 | 1912年3月10日、発足した中華民国臨時政府の臨時大総統に就任。1913年10月10日、中華民国政府（北京政府）の発足に伴い、大総統に就任。1915年12月12日、中華民国を「中華帝国」と改め、袁は中華民国大総統から中華帝国皇帝となる (洪憲帝)。 1916年3月22日、帝制取消宣言により中華民国が復活、袁は中華民国大総統へ復帰。6月6日大総統職のまま失意病死。 |
| 黎元洪 | 1916年6月7日   | 1917年7月14日  | 進歩党 | |
| 馮国璋 | 1917年7月6日   | 1918年10月10日 | 直隷派 | 代理大総統 |
| 徐世昌 | 1918年10月10日 | 1922年6月2日   | 安徽派 | |
| 黎元洪 | 1922年6月11日  | 1923年6月13日  | 進歩党 | |
| 曹錕   | 1923年10月10日 | 1924年11月2日  | 直隷派 | |

北京政府において、正式に大総統に就任したのは黎元洪、徐世昌、曹錕のみ。馮国璋（代理大総統）、段祺瑞（臨時執政）、張作霖（安国軍政府大元帥）は、国家元首に相当するが、大総統正式就任せず。
蔣介石は1925年から1928年にいたるまでの北伐期間、国民革命軍の総司令。

## 記録

### 大総統の在職記録
| 記録の名称               | 記録保持者氏名 | 記録の内容                                       |
| ------------------------ | -------------- | ------------------------------------------------ |
| 最長在職期間記録         | 袁世凱         | 4年88日                                          |
| 最短在職期間記録         | 孫文           | 95日                                             |
| 最年長在任記録           | 徐世昌         | 63歳                                             |
| 最年少就任および在任記録 | 孫文           | 46歳                                             |
| 最年長就任記録           | 徐世昌         | 67歳                                             |
| 最多回数当選記録         | 黎元洪         | 2回 - 1回目：1916年6月7日 - 2回目：1922年6月11日 |

### 大総統の在職年数と略歴
| 在職年数順位 | 氏名   | 在職年数    | 在職期間        | 内閣任命回数 | 歴代数 |
| ------------ | ------ | ----------- | --------------- | ------------ | ------ |
| 1            | 孫文   | 95日        | 1912年          | 1            | 01     |
| 2            | 袁世凱 | 4年 + 88日  | 1912年 - 1916年 | 10           | 02     |
| 3            | 黎元洪 | 1年 + 37日  | 1916年 - 1917年 | 8            | 03     |
| 3            | 黎元洪 | 1年 + 12日  | 1922年 - 1923年 | 8            | 03     |
| 4            | 馮国璋 | 1年 + 96日  | 1917年 - 1918年 | 3            | 04     |
| 5            | 徐世昌 | 3年 + 235日 | 1918年 - 1922年 | 12           | 05     |
| 6            | 曹錕   | 1年 + 23日  | 1923年 - 1924年 | 5            | 06     |